# Doftklotmossa
Doftklotmossa (Mannia fragrans) är en bladmossart som först beskrevs av Giovanni Battista Balbis, och fick sitt nu gällande namn av Frye et L.Clark. Doftklotmossa ingår i släktet klotmossor, och familjen Aytoniaceae. Enligt den finländska rödlistan är arten starkt hotad i Finland. Arten är reproducerande i Sverige. Artens livsmiljö är solbelysta kalkstensklippor och kalkbrott. Inga underarter finns listade i Catalogue of Life.

## Bildgalleri

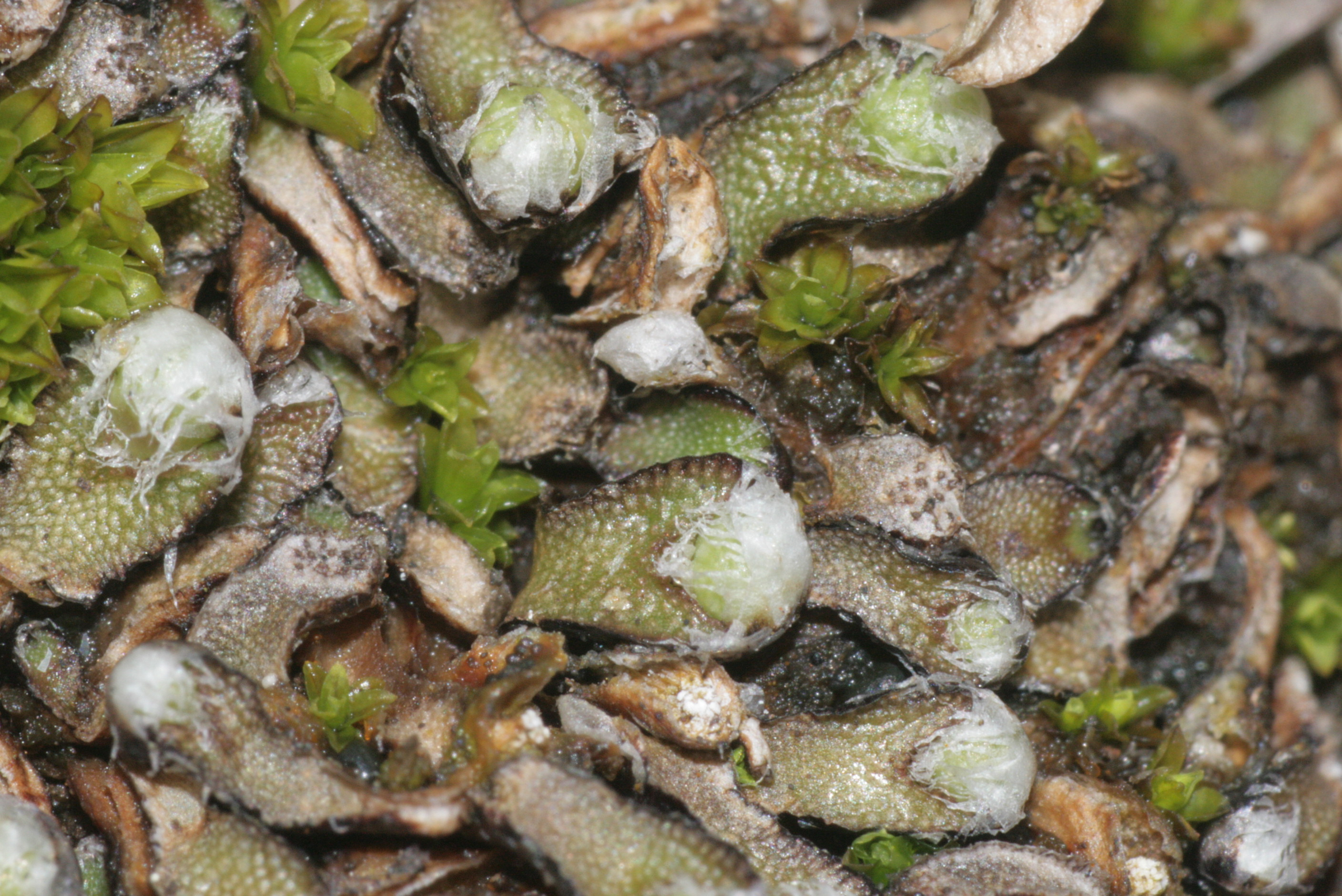
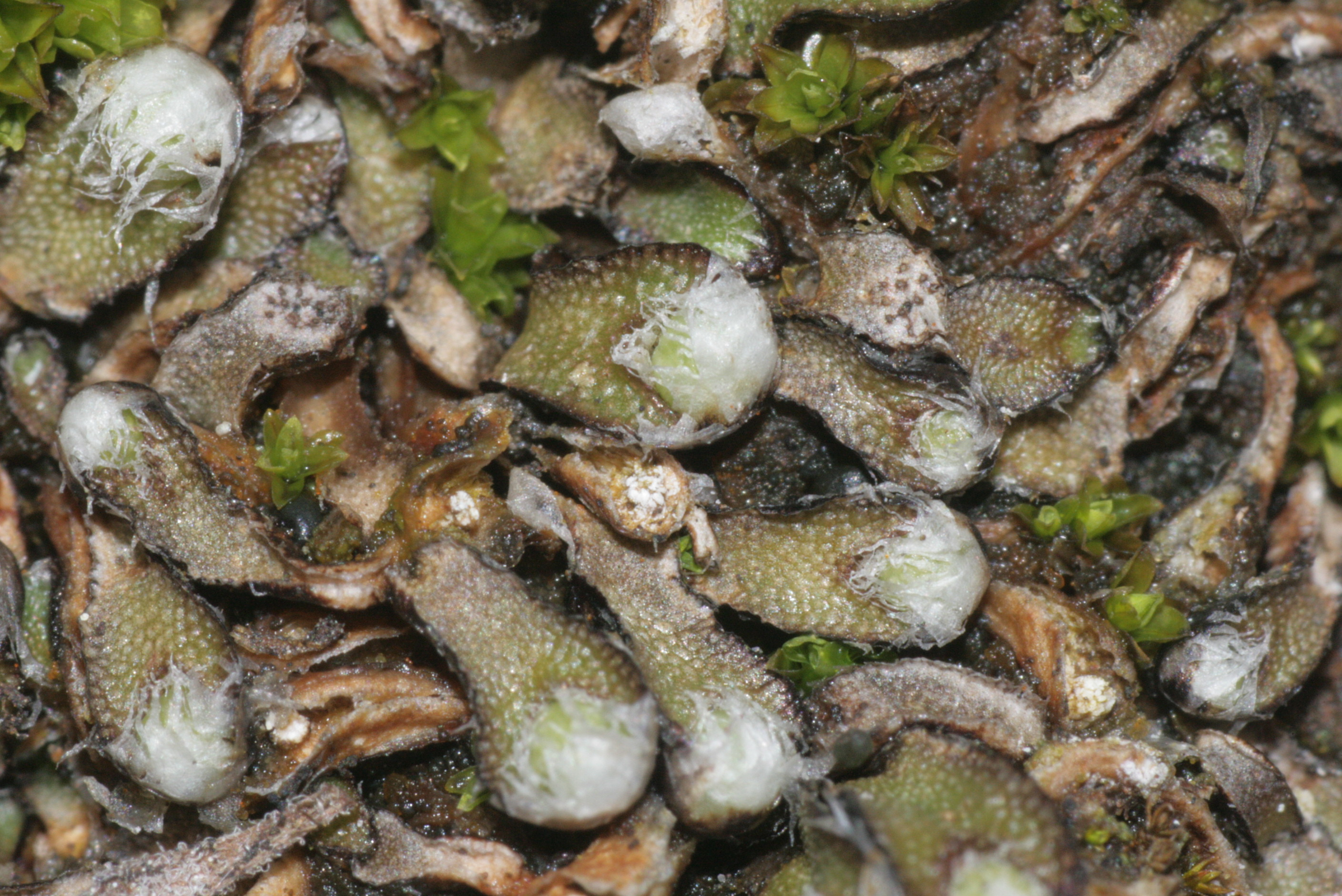
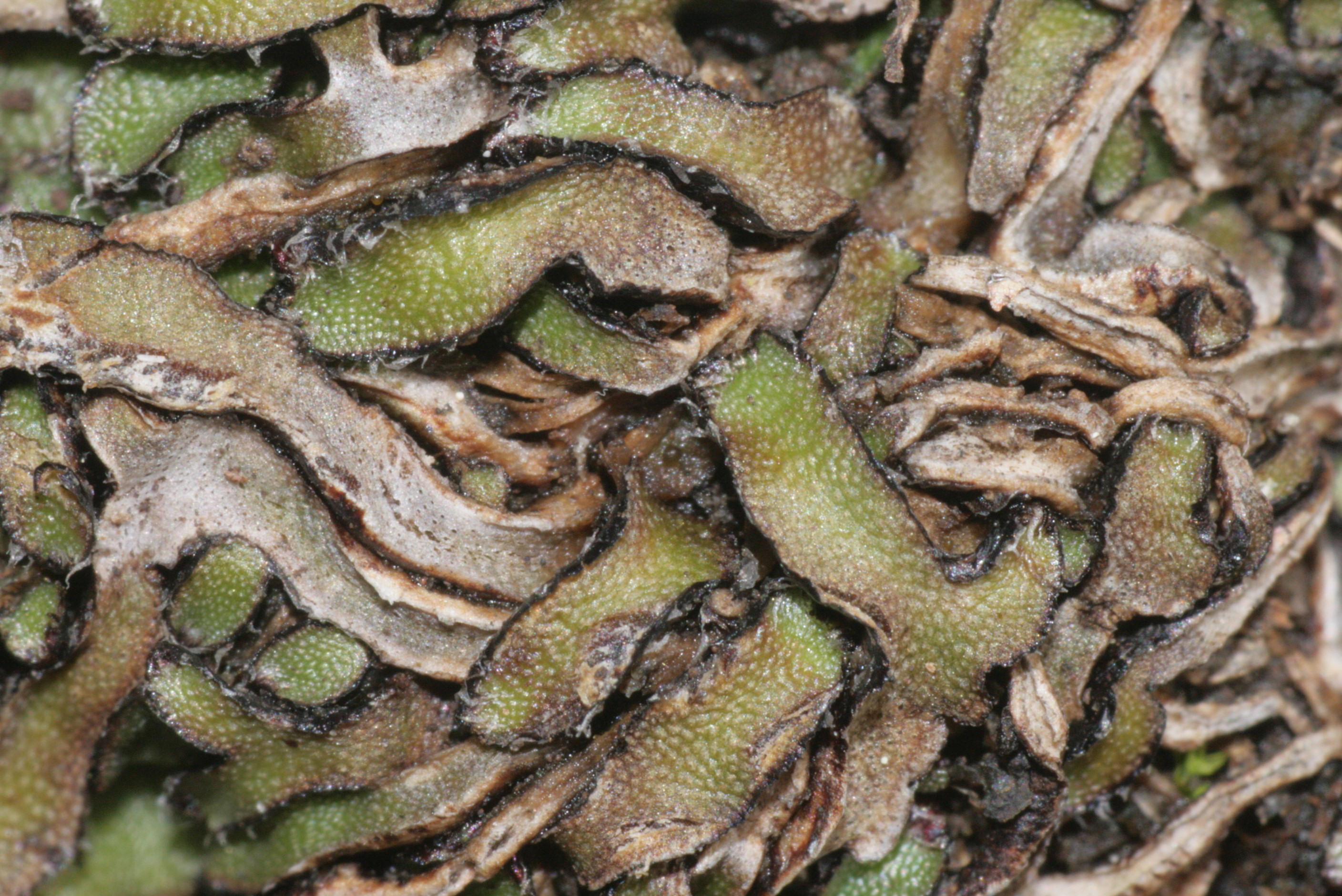
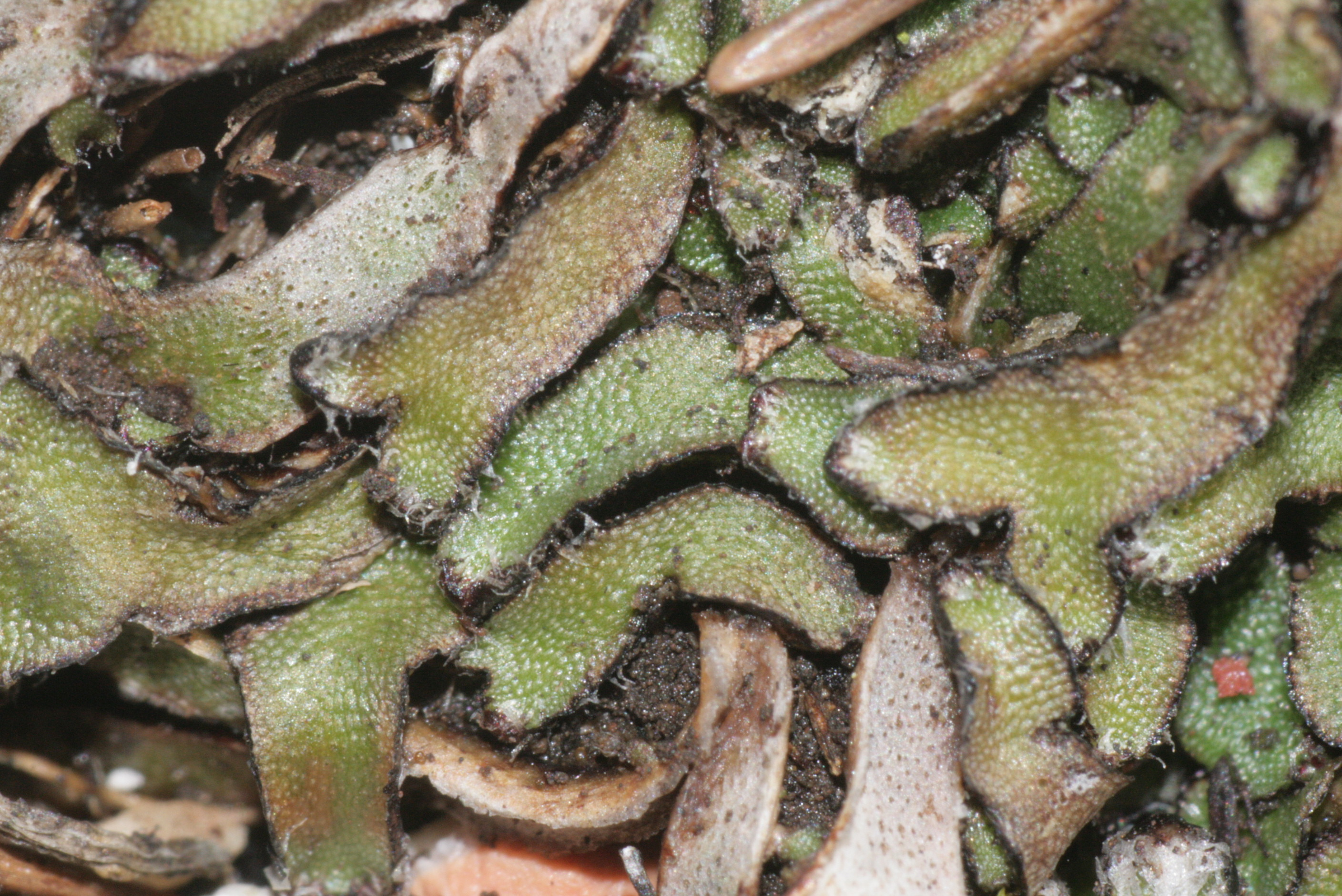
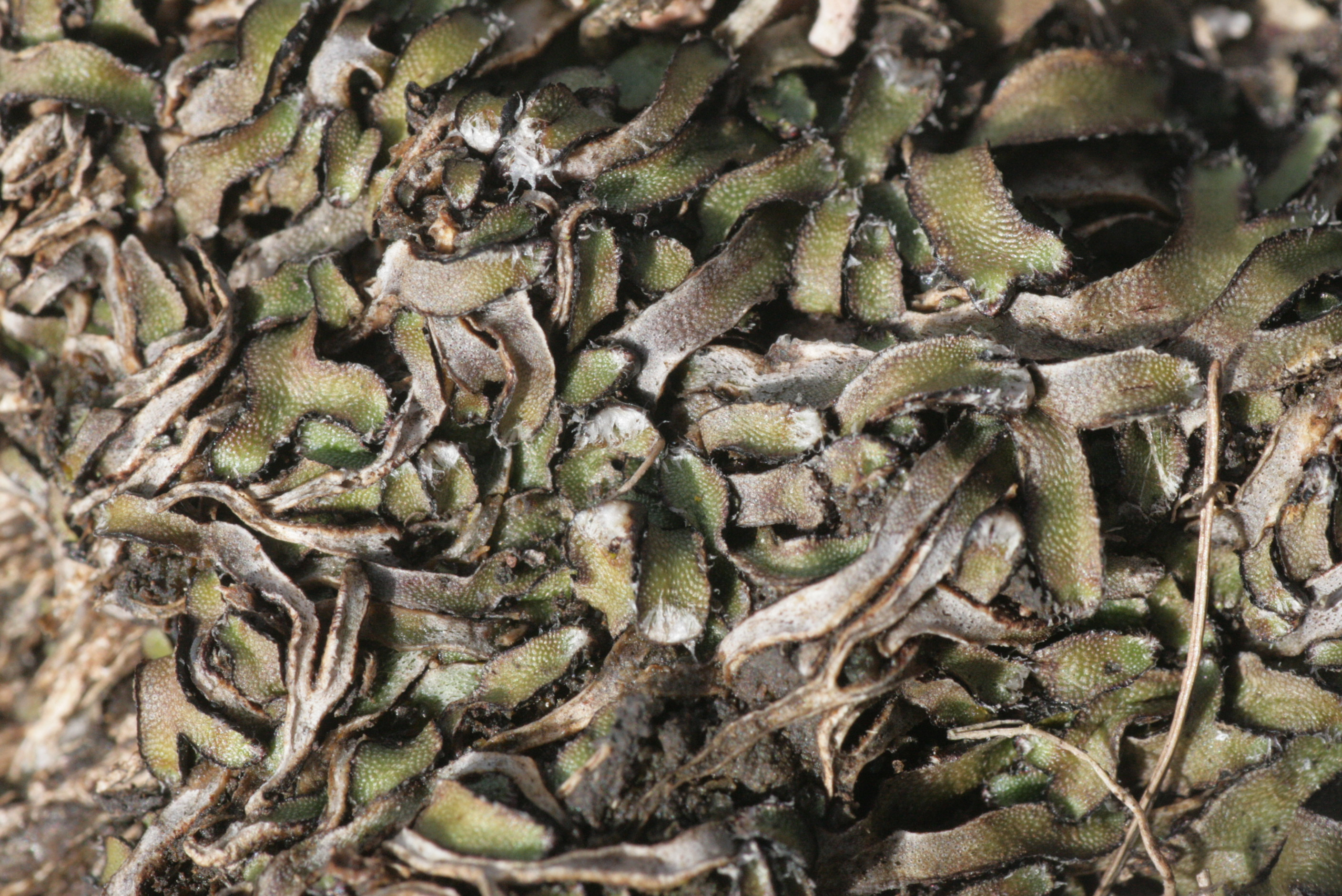
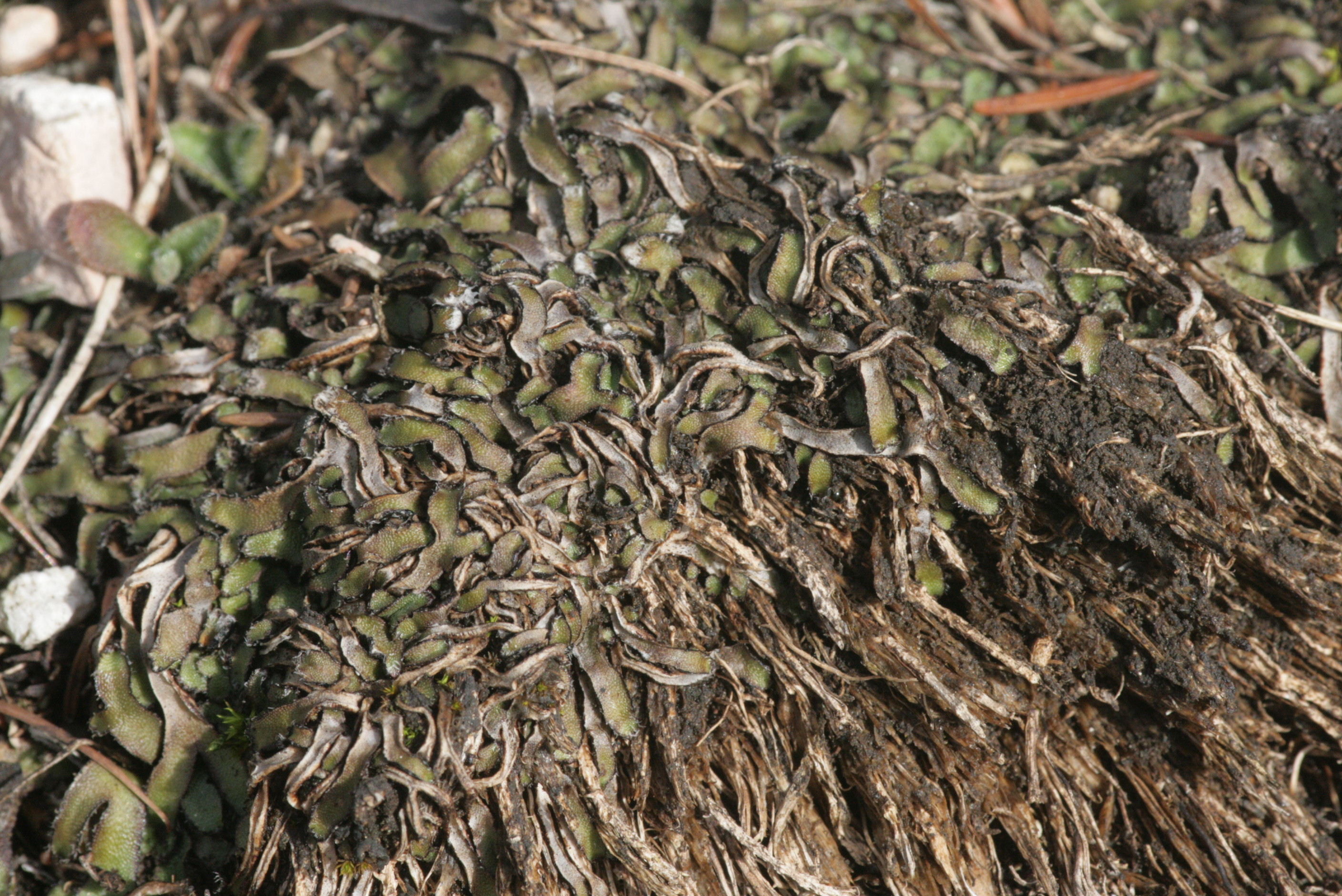